# Национална опсерваторија у Атини
Национална опсерваторија „Атина“, скраћено НОА, је астрономска истраживачка установа у Атини, Грчка. Основана је као приватна 1848. године, да би 1890. године постала државна опсерваторија, представља најстарију истраживачку установу у Грчкој, као и прву научну установу од када је Грчка добила независност, 1829. године.

## Историја
Око 1840. године, грчки национални добротвор и банкар из Аустријског царства, барон Сина, почасни грчки амбасадор у Бечу, изразио је намеру да уложи средства у научни развој у Грчкој. Добио је савет од његовог пријатеља аустријског амбасадора у Атини, Антона фон Прокешча, који је познавао грчко-аустријског физичара Георгија Константина Бориса. Борис постаје први управника Опсерваторије у Атини, а био је укључен и изградњу саме зграде опсерваторије.

### Прва зграда и инструменти
Прва зграда, позната и као Синино здање, је заснована на пројекту Едуарда Шауберта и представља дело данског архитекте Теофила Ханзена. У основи представља крст и неокласично здање чије су стране усмерене на четири хоризонталне стране. Мала купола за телескоп је смештена на средишту кровне конструкције.
Користећи донације, Борис је наручио и уградио следеће инструменте:
- Рефрактор Плоесл 155 mm f/15
- Мали меридијански инструмент
- Пет малих телескопа за комете
- Хронометре за грађанско и сидеричко време
- Комплет метеоролошких инструмената

Свечано отварање приватне атинске опсерваторије је извршено, 26. јуна 1842. године, на дан помрачења Сунца, који је представљао величанствен догађај, уз учешће грчког краља Ота, владе и представника грчке цркве, као и многобројног народа који је дошао на изабрано место за опсерваторију, на брду Нимфис са кога се види Акропољ. Године 1855. професор Борис се разболео и одлази на лечење у Беч где умире неку годину касније. 

### Период Јохана Шмида
На његово место управника долази Лоанис Паподакис а у децембру 1858. године за управника бива постављен Јохан Фридрих Јулијус Шмид. Користећи донације Синине фамилије Јохан Шмид води рачуна о инструментима, а започиње и са осматрањем Сунца, Месеца, планета, комета и променљивих звезда. Обогаћује библиотеку опсерваторије са бројним научним књигама и магазинима, које су делом биле поклоњене и од самих осматрача. Шмид почиње да уређује Публикацију опсерваторије Атина. Током 25 година колико је провео у атинској опсерваторији извео је више од 70 хиљада осматрања променљивих звезда откривши неколико периодичних променљивих и Новае звезда.
Шмид је током више година проучавао Марс и Јупитер, и правио цртеже промена на њиховим површинама. Осматрао је сјајну комету 1860. године, да би две године касније открио периодичну комету. Чисто небо му је омогућило да изврши на хиљаде осматрања метеора. Такође, имао је прилику да осматра бројна помрачења Сунца као и Месеца.
Топографски графикон Месеца (Chaptre der Gebirge des Mondes) објављен у Берлину, је његов најзначајнији рад. На површини од два метра у пречнику, налази се 25 делова и представља видљиву површину Месеца, на којој је нацртао око 30.000 кратера које је осматрао са Плоесл телескопом 155 мм. Шмид је реорганизовао метеоролошку службу у опсерватрорији у Атини. Вршио је метеоролошка мерења у бројним местима широм Грчке а потом слао податке опсерваторији у Паризу. Ови резултати су објављени у раду „Beiträge zur physikalischen Geographie von Griechenland“ 1864. године. Веома значајано је његово занимање у области сеизмологије. Уз помоћ добровољаца забележио је више од 3000 земљотреса које објавио „Studien über Erdbeben“, 1875. године. Након ерупције Санторини вулкана, 1866. године, вршио његово осматрање неколико година, да би потом објавио рад за овај и још три вулкана (Етна, Везув и Стамболи) 1874. године. Шмид је одлазио на путовања са циљем географског проучавања и археолошке потраге за античком Тројом.

### Д. Кокидис (1884—1890)
Димитрос Кокидис долази на место управника Опсерваторије у Атини, 1884. године. Међутим, због тешке финансијске ситуације у опсерваторији (донације Синине фамилије су већ тада престале), Кокидис је имао веома ограничене могућности за административне и научне активности. Наставио је осматрања са меридијанским инструментом за службу времена и осматрањем сунчаних пега. Успео је прошири метеоролошку мрежу са станицама у неколико места који су удаљени од Атине.

### Ренесанса опсерваторије (1890-1934)
Доношењем посебног Закона у грчкој Скупштини, 19. јуна 1890. године, атинска опсерваторија постаје државна научна установа, а њено име је промењено у „Национална опсерваторија Атина“. На основу овог закона, Димитриос Егинитис, је изабран за управника „НОА“. Поред астрономског завода, формиране су још два завода, метеоролошки и сеизмолошки завод. Занимљиво да је у исто доба, основана државна Астрономска и метеоролошка опсерваторија у Београду, 1887. године.
Егинитисов први посао је био да пронађе средства и донације. Добио је кредит од Универзитета да би извршио рестаурацију зграде опсерваторије и њених старих инструмената. Због тешке економске ситуације у Грчкој, државне средства су била ограничена. Егинитис организује национални комитет који успева да прикупи значајну суму од истакнутих Грка. Међу великодушним донаторима су били. Д. Доридис, А. Сигрос, М. Коргиалениос, П. Стефановић, Е. Зарифис, К. Мавромичалис, А. Скоузес и Н. Хрисовелонис. На основу овог се може видети колики је велики искорак направио српски министар просвете Владаном Ђорђевићем када је донео одлуку да се сагради из буџетских средстава наменска зграда за опсерваторију.
Након прикупљене помоћи, место опсерваторије је проширено, суседно земљиште је купљено, а саграђен су три нове зграде. Поручени су нови инструменти који су уграђени у „НОА“, 16 цм мередијански инструмент и рефрактор 40 цм. Још један телескоп, рефлектор 20 цм, био је дониран од К. Лонидиса.
Егинитис је реорганизовао метеоролошку службу, оснивајући око 100 нових станица, као и сеизмолошку службу. Организовао је излажење „Annales de l'Observatoire National d’Athènes“. Егинитис је имао значајну улогу у политичком и академском животу Грчке. Био је Министар просвете 1917. и 1926. године, а основао је „Академију Атина“, 1926. године.

### Астрофизика у „НОА“ – С. Плакидис (1935—1964)
Ставрос Плакидис је радио у опсерваторији још од 1915. Године 1927, Плакидис је унапређен у помоћног астронома, а 1928. године, са препоруком професора Аигинитиса, наставља двогодишње студије у Гриничу, Кембриџу, Паризу, Страсбургу и Хајделбергу. Године 1931. докторирао је математику и уведен у звање астронома у „НОА“. Године 1935. Плакидис је изабран за професора на Универзитету у Атини, док је у исто време номинован за супервизора астрономског одељења у „НОА“. За две године „НОА“ је променила два директора, прво професора Николаоса Критикоса а затим Илијаса Мариополуса. Године 1937. за директора „НОА“ постављен је Георгис Хорс. 
Професор Плакидис је тада био већ чувен астроном а наставља са радом у области осматрачке астрофизике. Објавио је бројне радове у познатим астрономским часописима. Добро је познат његов рад о дуготрајним променљивим звездама у сарадњи са Сер А. С. Едингтоном. Плакидис је учинио велике напоре да пресели опсерваторију из градског језгра. Током 1936. године започета је изградња астрономске станице „Пентели“. Међутим, Други светски рат је прекинуо радове. На крају његове каријере, која је трајала скоро пола века у „НОА“, могао је да види резултате свога труда, јер нови телескоп рефрактор 63 цм у станици „Пентели“ почели су да користе астрономи из института, 1959. године.
Године 1999. „НОА“ је имала четири института:
- Институт астрономије и астрофизике
- Институт за еколошка истраживања и одрживи развој
- Институт за геодинамику
- Институт за примену у васиони и даљинску детекцију

Године 2003. Институт за физику астрочестица „НЕСТОР“ постао је пети институт „НОА“.
Због економске кризе долази до велике реформе у структури свих истраживачких института у Грчкој у 2012. године, два института су спојени у један, у „НОА“ а док се „НЕСТОР“ преселио у другу административну јединицу. Тренутно „НОА“ има следеће три института:
- Институт за астрономију, астрофизику, примену у васиони и даљинску детекцију
- Институт за еколошка истраживања и одрживи развој
- Институт за Геодинамику

## Објекти
Национална опсерваторија „Атина“ се налази на четири локације:

### Главни објекат
Главне просторије „Националне опсерваторије у Атини“ налазе се на историјском месту на врху брда Нимфис, у Тисију. Нимфис брдо се надовезује са Филопапу брдом, од којих се наспрам налазе Акропољ и атинска Агора. Ту је смештена главна управа као и Институт за геодинамику који руководи сеизмолошком мрежом. Ово здање представља велику туристичку атракцију Атине, у чијем склопу се налази и визиторски центар.

### Астрономска станица „Пентели“
Астрономски станица „Пентели“ се налази на брду званом „Кофу“ која се налази у општини „Пентели“, (38° 02′ 53″ С; 23° 51′ 52″ И / 38.047976° С; 023.864437° И) у северном предграђу Атине. Ова станица је позната по историјском телескопу Невал рефрактору 62 цм, који је постављен 1959. године. Данас је станица доступна за ширу јавност, а у оквиру ње се налази и визиторски центар. Институт за астрономију, астрофизику, примену у свемиру и даљинску детекцију и Институт за еколошка истраживања и одрживи развој, су смештени у станици „Пентели“.

### Астрономска станица „Крионери“
Астрономска станица „Крионери“ је основана 1972. Налази се на Северу Пелопонеза, на врху планине Килини (37° 58′ N 22° 37′ E / 37.967° С; 22.617° И) на надморској висини од 930 м, а опремљена је са телескоп 1,2м са ЦЦД камером. Тренутно се углавном користи за јавност.

### Опсерваторија „Хелмос“
Опсерваторија (37° 59′ 09″ С; 22° 11′ 54″ И / 37.9857° С; 22.1983° И) се налази на планини Хелмос, на надморској висини од 2340 м, у јужној Грчкој. Основана је 2007. године. Опремљена је телескопом 2,3 м „Аристарх“, којим управља Института за астрономију, астрофизику, примену у свемиру и даљинску детекцију.
На почетку 21. века Грчка представља водећу државу на Балкану у области астрономије и сеизмологије.